# Elasmus splendidus
Elasmus splendidus är en stekelart som beskrevs av Girault 1912. Elasmus splendidus ingår i släktet Elasmus och familjen finglanssteklar. Inga underarter finns listade i Catalogue of Life.